# Phimai
I templi di Phimai (in thailandese ปราสาทหินพิมาย, Prasat Hin Phimai) sono alcuni tra i più importanti edifici religiosi della civiltà Khmer in territorio thailandese. Si trovano all'interno nel Parco Storico di Phimai, presso la cittadina omonima, a circa 60 km da Nakhon Ratchasima (conosciuta anche come Khorat o Korat), capoluogo dell'omonima provincia nella Thailandia del Nordest.

## Descrizione
Il sito si trova all'estremità settentrionale dell'antica strada khmer Angkor Phimai, la più importante tra le grandi arterie lastricate costruite dai khmer, lunga circa 240 km, che iniziava nella capitale dell'impero, Angkor. A differenza della maggioranza dei templi khmer, orientati lungo l'asse est-ovest, l'asse principale è orientato a circa 20 gradi sull'asse sud-est, in direzione di Angkor. La dimensione dell'area recintata è per dimensioni (1020 per 580 m) comparabile a quella di Angkor Wat, il che lascia supporre che Phimai dev'essere stato un centro importante dell'impero.
Sono presenti iscrizioni con riferimenti a Jayavarman V e Suryavarman I, sovrani che regnarono a cavallo tra il X e l'XI secolo, ma la costruzione delle prime strutture di Phimai sono state datate dagli archeologi in un periodo compreso tra il tardo XI e la fine del XII secolo. Vengono dunque attribuite a Jayavarman VI, che regnò tra il 1080 ed il 1107, e a Jayavarman VII, sovrano tra il 1181 ed il 1215. Un'iscrizione del 1112 d.C. conferma che i templi furono costruiti prima di quelli di Angkor Wat.
Gli stili architettonici adottati si evidenziano nel Baphuon, il prang del santuario centrale, alto 28 metri e simile a quello di Angkor Wat, nelle finestre balaustrate e nella terrazza cruciforme davanti al gopura meridionale, simili a quelle del tempio di Bayon. Oltre alla laterite, largamente utilizzata nei templi Khmer sul territorio thailandese, è caratteristico nei templi di Phimai l'impiego di arenaria bianca e rossa.
Anche se al tempo la religione ufficiale Khmer era ancora l'Induismo, il tempio è sempre stato un luogo di venerazione buddhista, in quanto il Buddhismo sull'altopiano di Khorat era già diffuso nel VII secolo. Le iscrizioni riportano per il sito il nome Vimayapura (letteralmente "città di Vimaya"), che divenne il nome thai Phimai.
Una prima ispezione delle rovine fu eseguita nel 1901 dal geografo francese Etienne Aymonier. Furono poste sotto la protezione ufficiale del governo francese, con la pubblicazione sulla Government Gazette, Volume 53, sezione 34, del 27 settembre 1936. Gran parte dei restauri vennero svolti dal 1964 al 1969, grazie a un progetto congiunto franco-thailandese. Il parco storico, attualmente gestito dal Dipartimento Thailandese delle Belle Arti, fu inaugurato ufficialmente dalla principessa Sirindhorn il 12 aprile 1989.
Verso la fine degli anni Novanta è stato identificato, tramite l'analisi dei dati AIRSAR, quello che probabilmente era il baray del tempio, l'enorme serbatoio d'acqua.
Presso il Museo Nazionale di Phimai, situato nella zona dei templi, sono custodite diverse opere d'arte rinvenute durante gli scavi archeologici a Phimai e nella zona circostante, tra le quali una famosa statua di Jayavarman VII.
Nel 2004, il complesso costituito da Phimai, dall'antica strada khmer Angkor Phimai e dai templi associati di Phanom Rung e Muangtam è stato inserito dall'UNESCO tra le candidature alla lista dei patrimoni dell'umanità.

## Galleria d'immagini

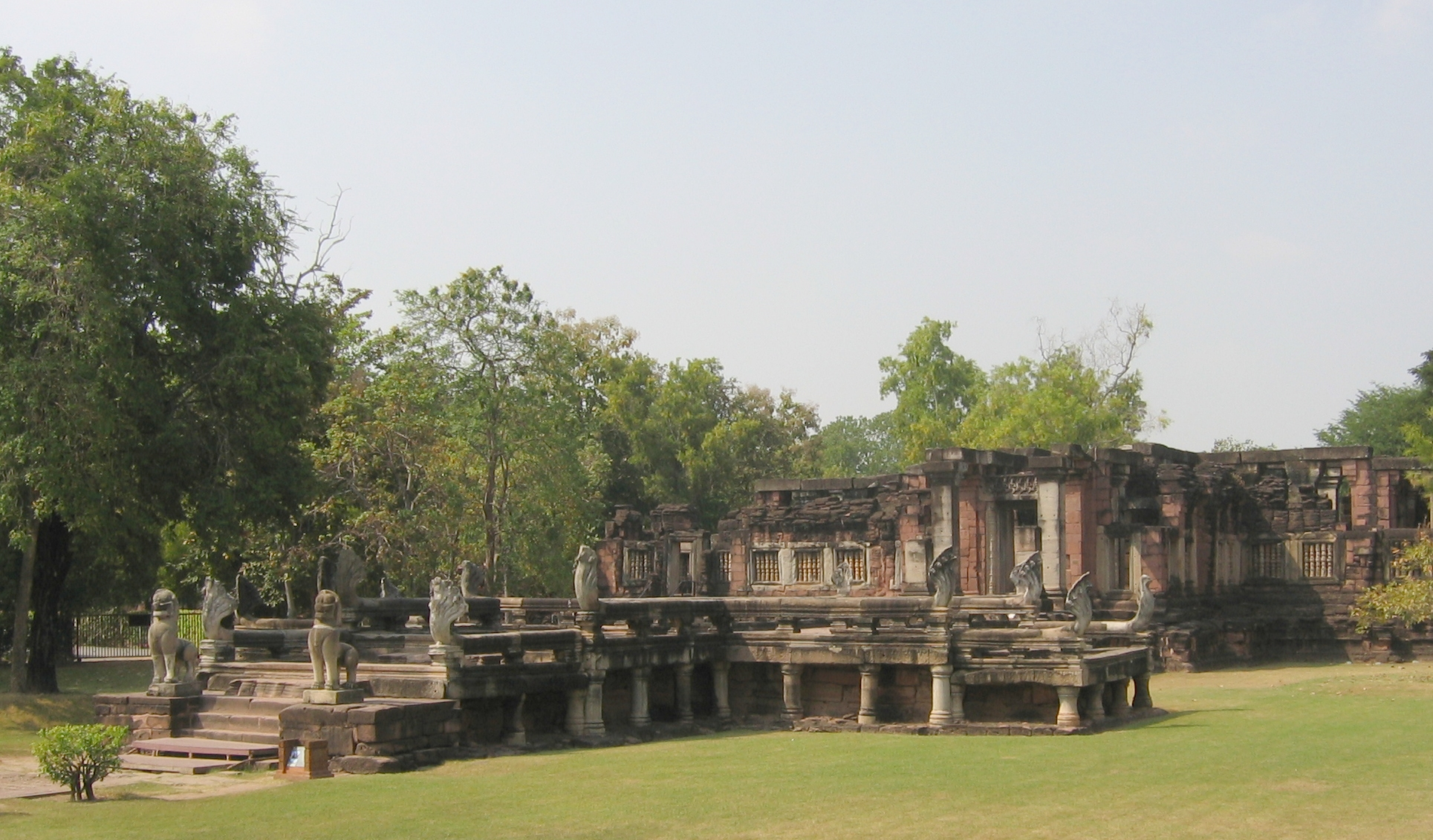
Il ponte nāga che conduce al gopura meridionale esterno
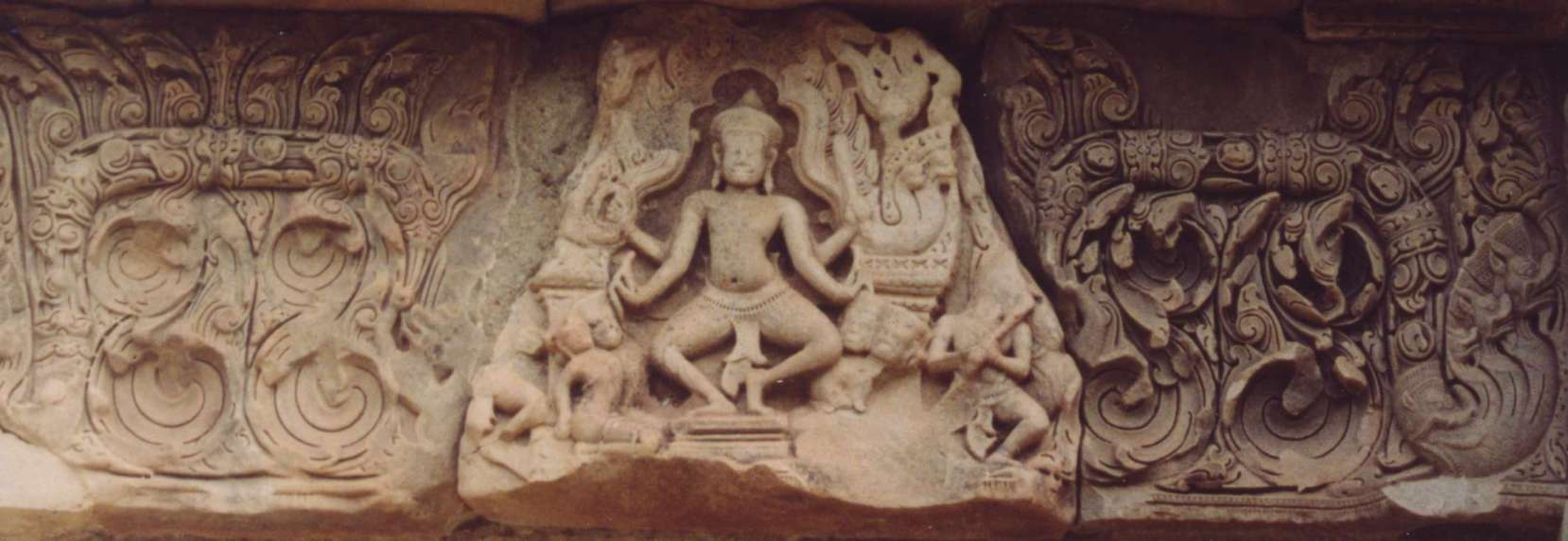
Architrave dell'entrata nord al santuario centrale, che mostra un Visnù a 4 braccia danzante